# Đại học Wrocław
Đại học Wrocław (tiếng Ba Lan: Uniwersytet Wrocławski, tiếng Anh: University of Wrocław, tiếng Latinh: Universitas Wratislaviensis, viết tắt: Uwr) là trường nghiên cứu công lập ở thành phố Wrocław, Ba Lan. Đây là cơ sở giáo dục đại học lớn nhất ở tỉnh Dolnośląskie (Hạ Silesia) với hơn 100.000 sinh viên tốt nghiệp kể từ năm 1945, bao gồm khoảng 1.900 nhà nghiên cứu, trong số đó có nhiều người đã nhận được giải thưởng vì những đóng góp chuyên ngành.
Trường đại học này được thành lập vào ngày 21 tháng 10 năm 1702 với tên ban đầu là  Đại học Breslau khi còn thuộc lãnh thổ của Đức trước đây. Sau nhiều cuộc chiến tranh dẫn tới những thay đổi về biên giới, Wrocław thuộc về Ba Lan, trường cũng vì thế được tái thiết lại vào năm 1945 với tên gọi như hiện tại.

## Khoa ngành
Hiện trường có 10 khoa, chia ra 44 phân khoa với ngôn ngữ giảng dạy chính là tiếng Ba Lan, ngoài ra có một số ít dạy bằng tiếng Anh. Trường cung cấp các khóa học từ Cử nhân, Thạc sĩ tới Tiến sĩ.
- Công nghệ sinh học
- Hóa học
- Ngữ văn
- Vật lý và Thiên văn học
- Toán và Khoa học máy tính
- Sinh học
- Lịch sử và Sư phạm
- Khoa học tự nhiên
- Khoa học xã hội
- Luật, Quản trị và Kinh tế

## Danh sách hiệu trưởng
- Stanisław Kulczyński (1945–1951)
- Jan Mydlarski (1951–1953)
- Edward Marczewski (1953–1957)
- Kazimierz Szarski (1957–1959)
- Witold Świda (1959–1962)
- Alfred Jahn (1962–1968)
- Włodzimierz Berutowicz (1968–1971)
- Marian Orzechowski (1971–1975)
- Kazimierz Urbanik (1975–1981)
- Józef Łukaszewicz (1981–1982)
- Henryk Ratajczak (1982–1984)
- Jan Mozrzymas (1984–1987)
- Mieczysław Klimowicz (1987–1990)
- Wojciech Wrzesiński (1990–1995)
- Roman Duda (1995–1999)
- Romuald Gelles (1999–2002)
- Zdzisław Latajka (2002–2005)
- Leszek Pacholski (2005–2008)
- Marek Bojarski (2008–2016)
- Adam Jezierski (2016–2020)
- Przemysław Wiszewski (2020–2022)
- Robert Olkiewicz (từ 2022)

## Hình ảnh

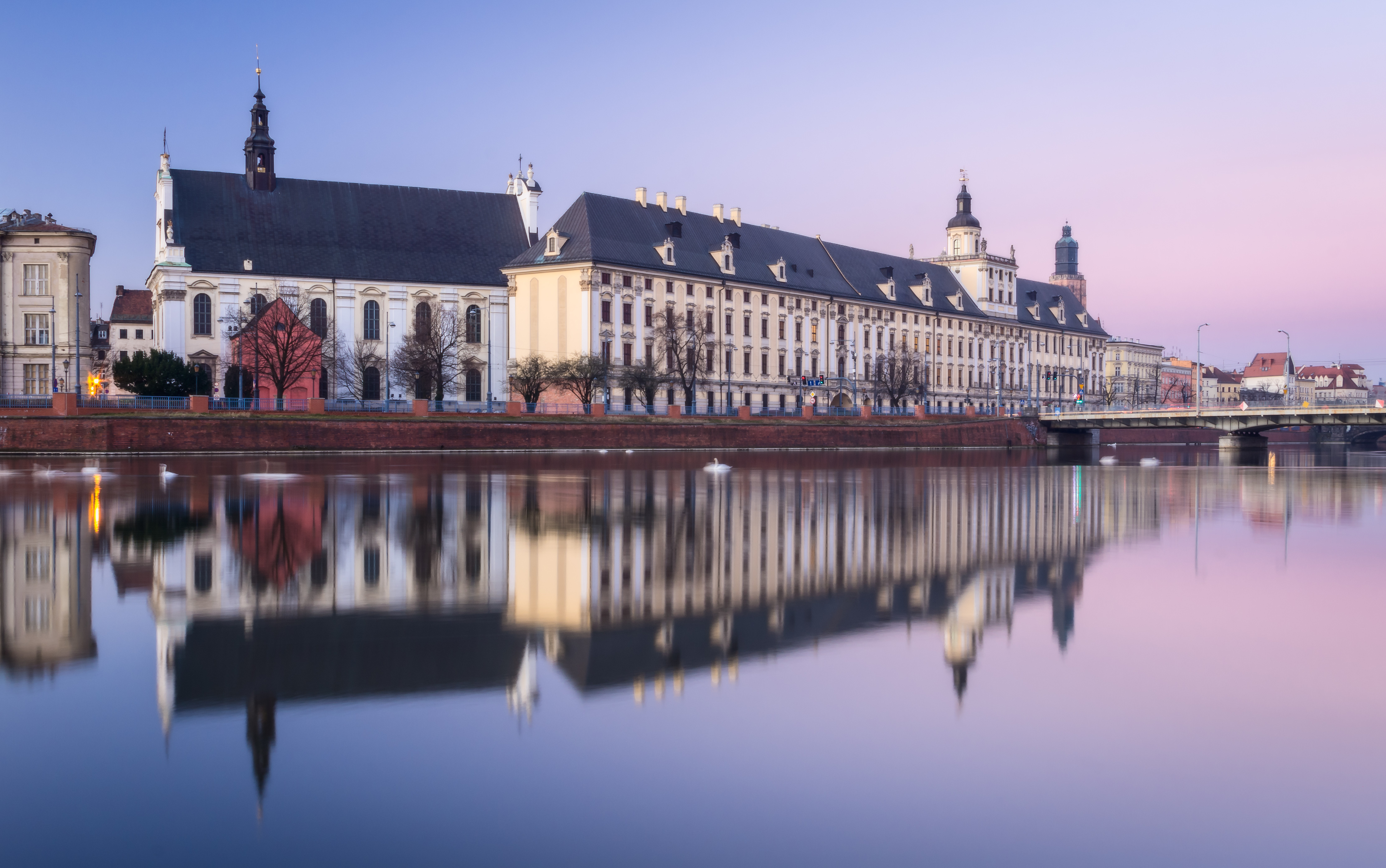
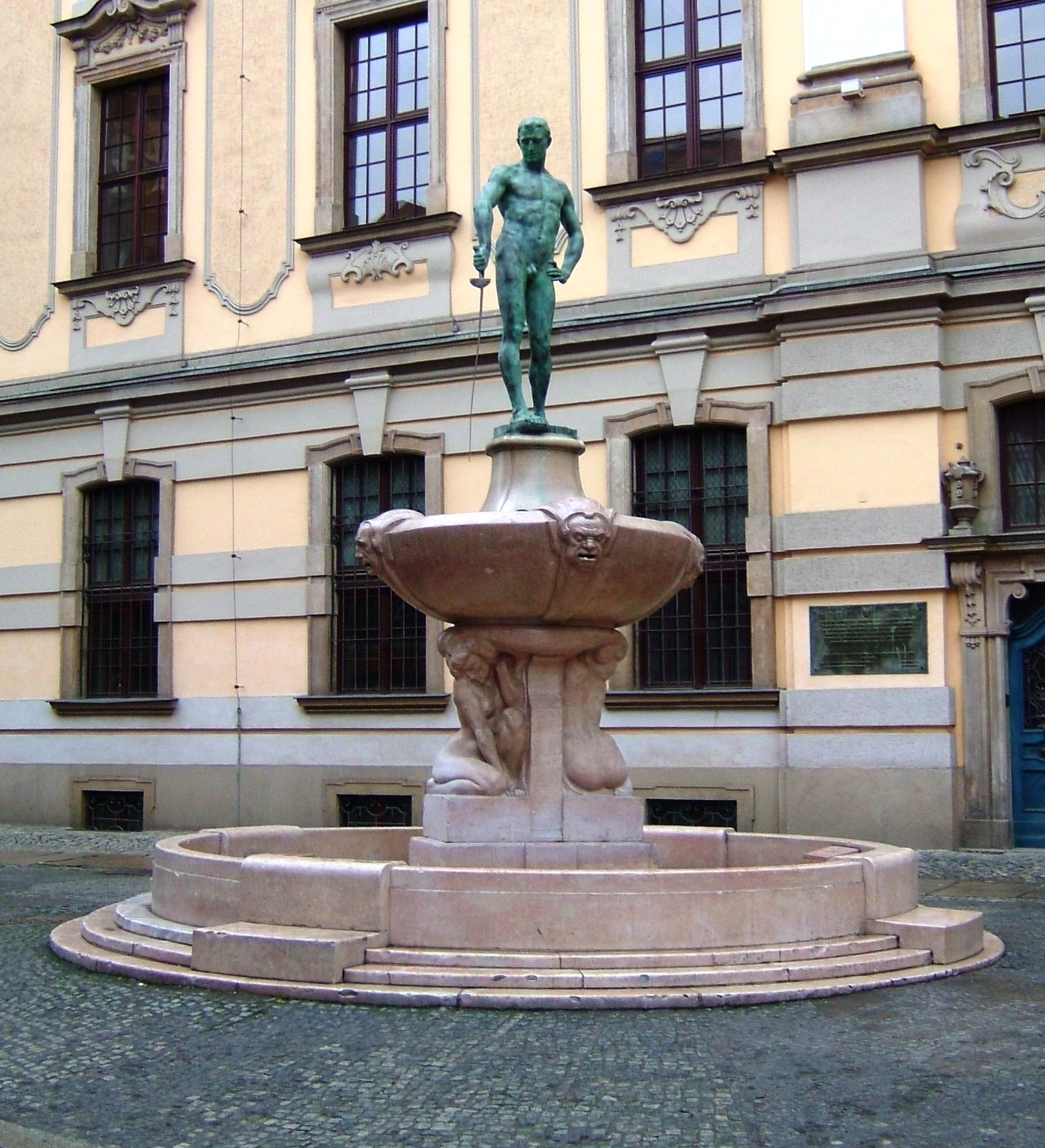
Đài phun nước trong khuôn viên trường
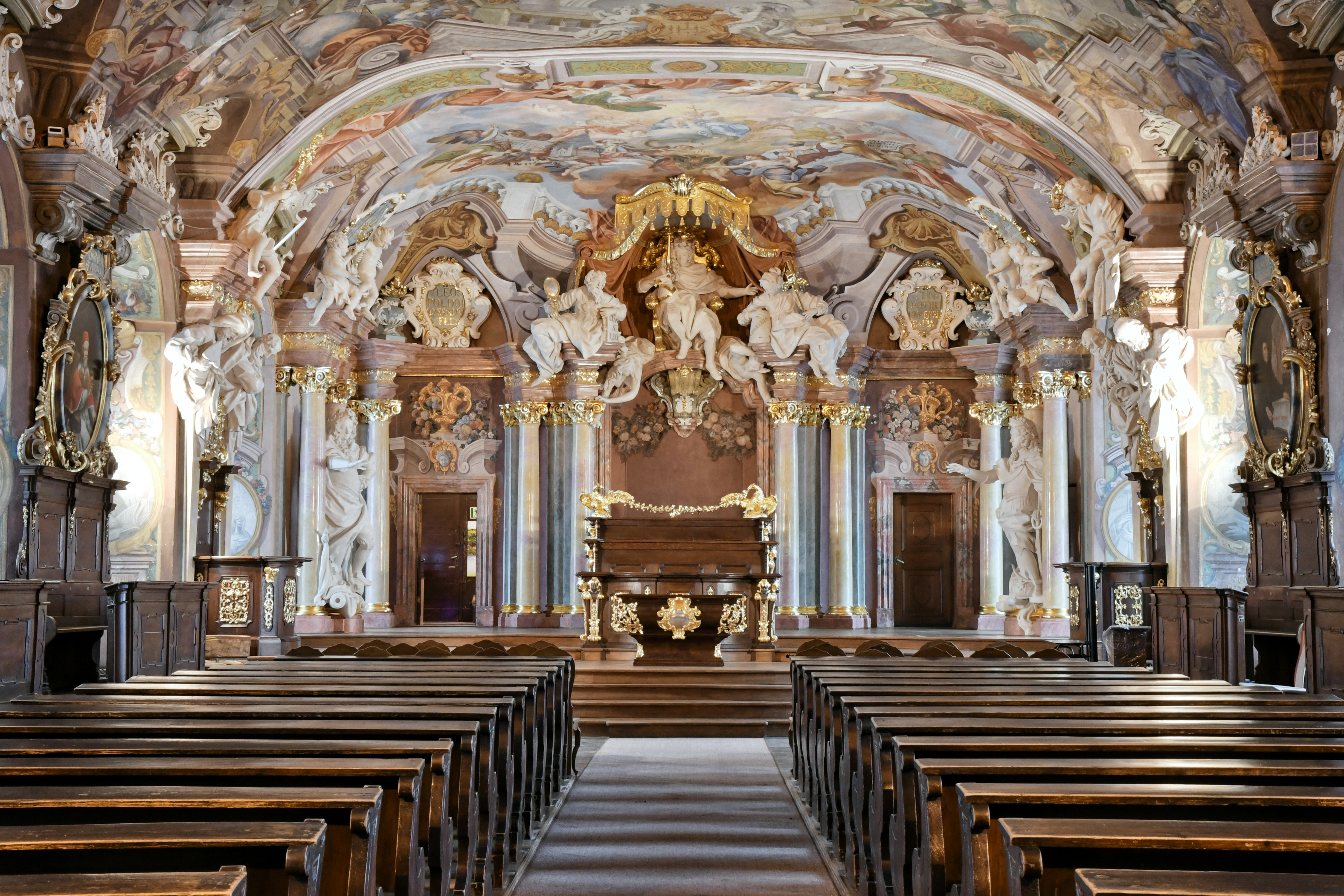
Bảo tàng trường